# Francisco Antonio de la Portilla
Francisco Antonio de la Portilla   (Santiurde de Toranzo, p. 1652 - Barcelona, 1711) va ser bisbe de Mallorca.

## Biografia
Va ser procurador general de l'orde franciscà a Roma. Va ser nomenat bisbe de Mallorca el 1702. Durant el seu episcopat impulsa una activa tasca social a favor de les persones més necessitades. Durant la Guerra de Successió es mantingué fidel a Felip V. El 25 de setembre de 1706, quan comparegué a la Badia de Ciutat de Mallorca l'estol anglo-holandès exigint la rendició de l'illa a Carles III d'Àustria, formà part dels intents de resistència. Per aquesta raó, Joan Antoni de Boixadors i de Pinós, comte de Savallà el desterrà al Palau Reial Major de Barcelona, on va viure vigilat i custodiat fins a la seva mort. El 1710 els jurats de Mallorca demanaren a Carles III que autoritzés el seu retorn, proposta que no fou admesa pel monarca. El seu cos va ser traslladat a la Ciutat de Mallorca i sepultat al capella de la Concepció de Sant Francesc.